# Podocarpus angustifolius
Podocarpus angustifolius är en barrträdart som beskrevs av August Heinrich Rudolf Grisebach. Podocarpus angustifolius ingår i släktet Podocarpus och familjen Podocarpaceae. IUCN kategoriserar arten globalt som sårbar. Inga underarter finns listade i Catalogue of Life.

## Bildgalleri

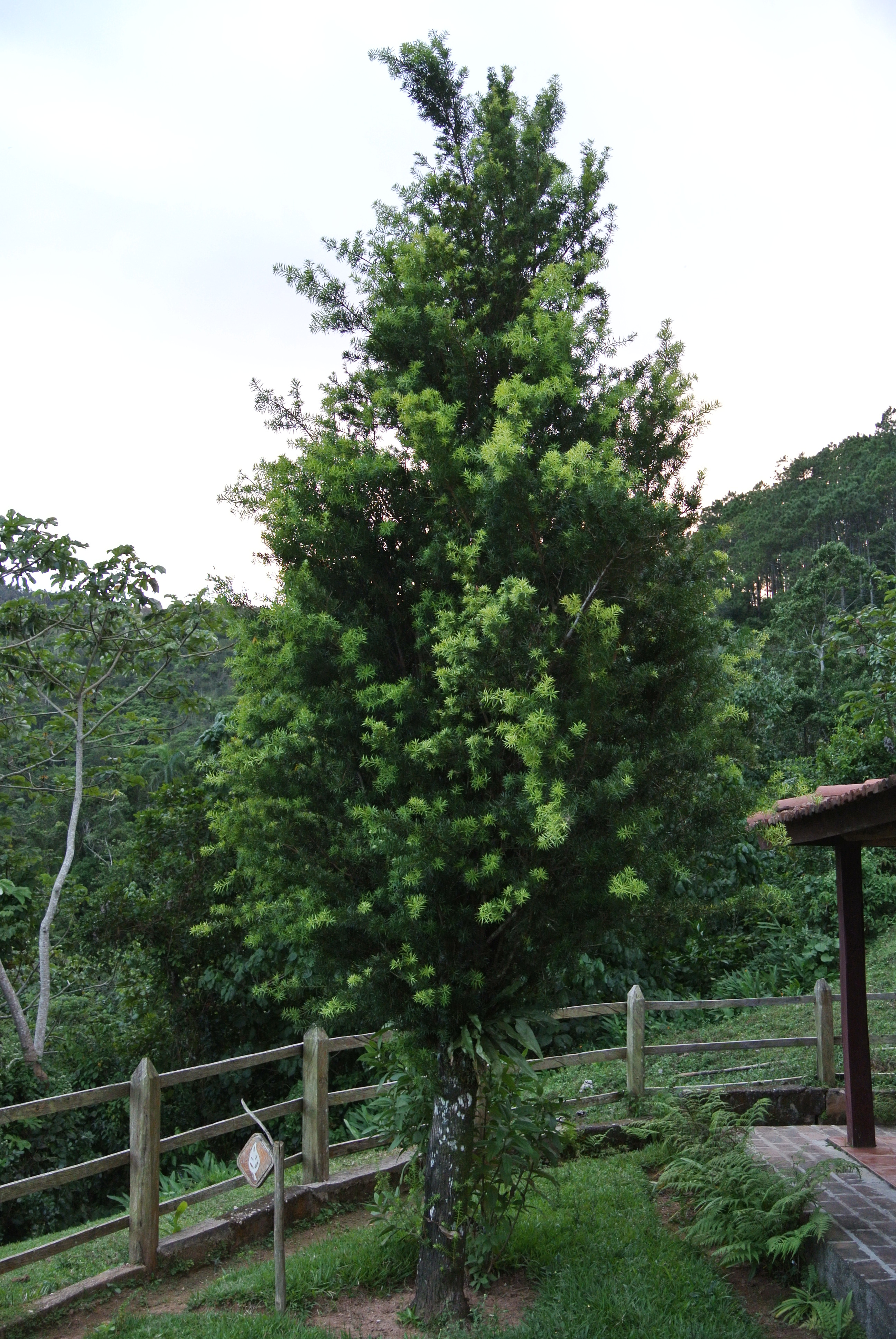
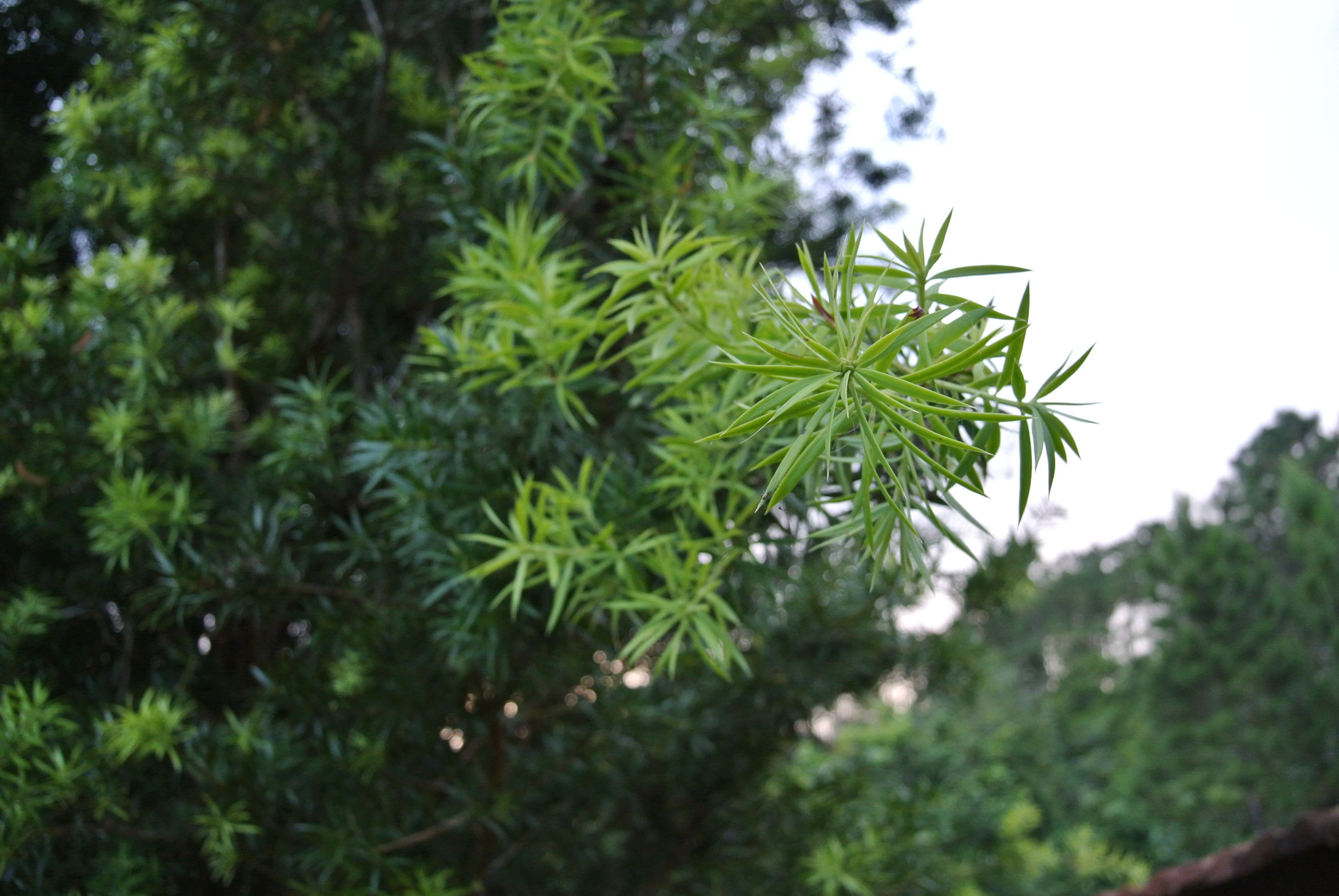
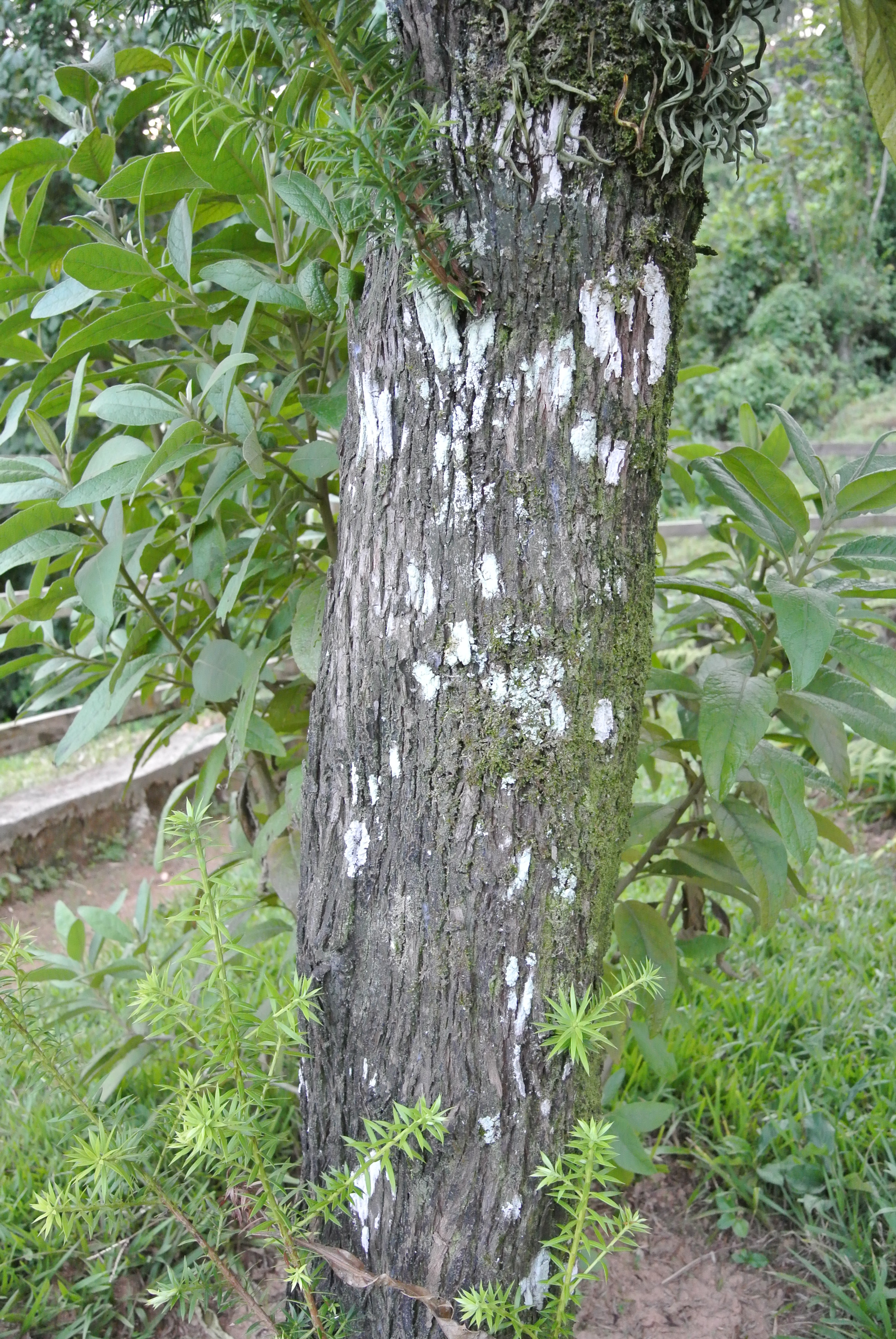
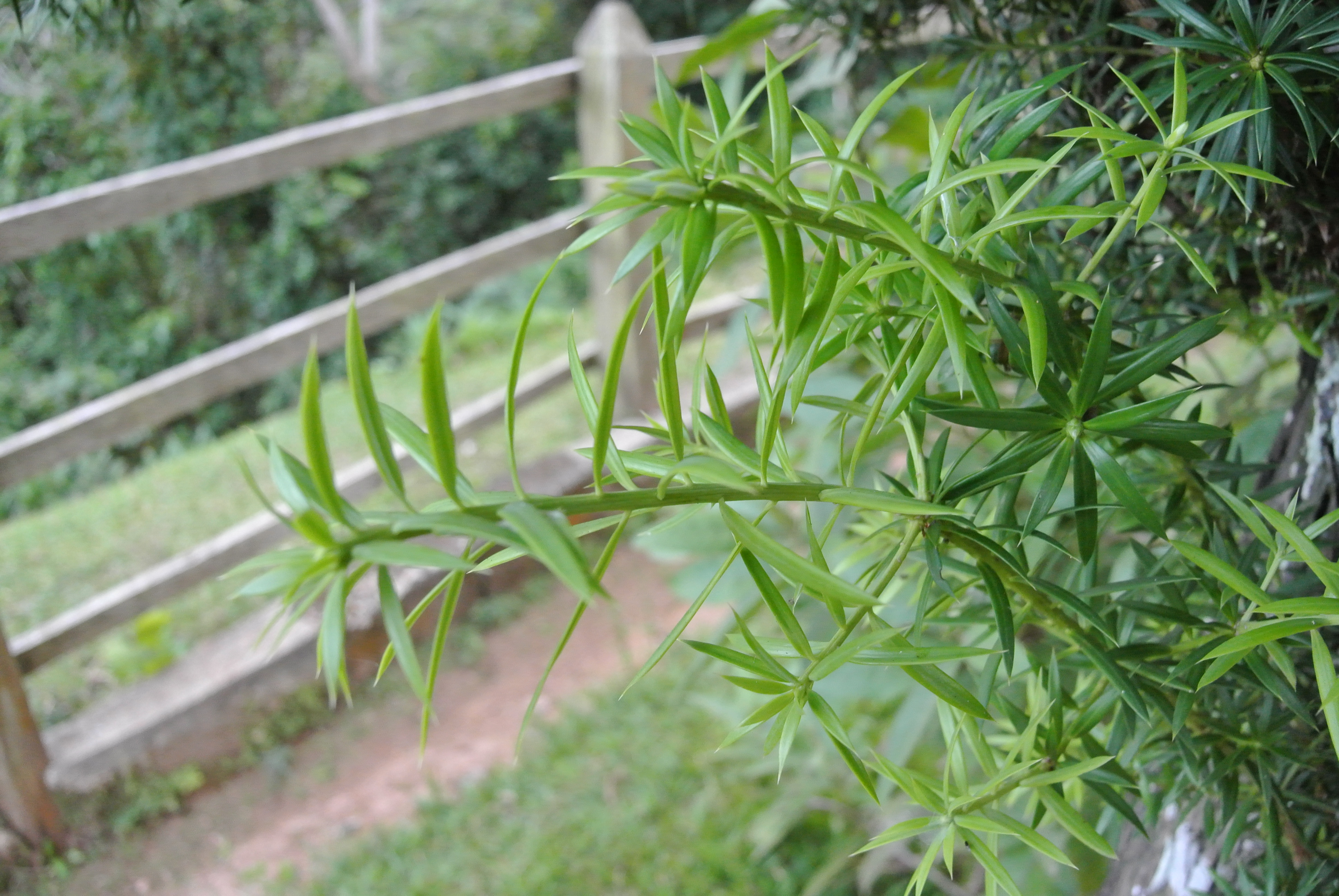
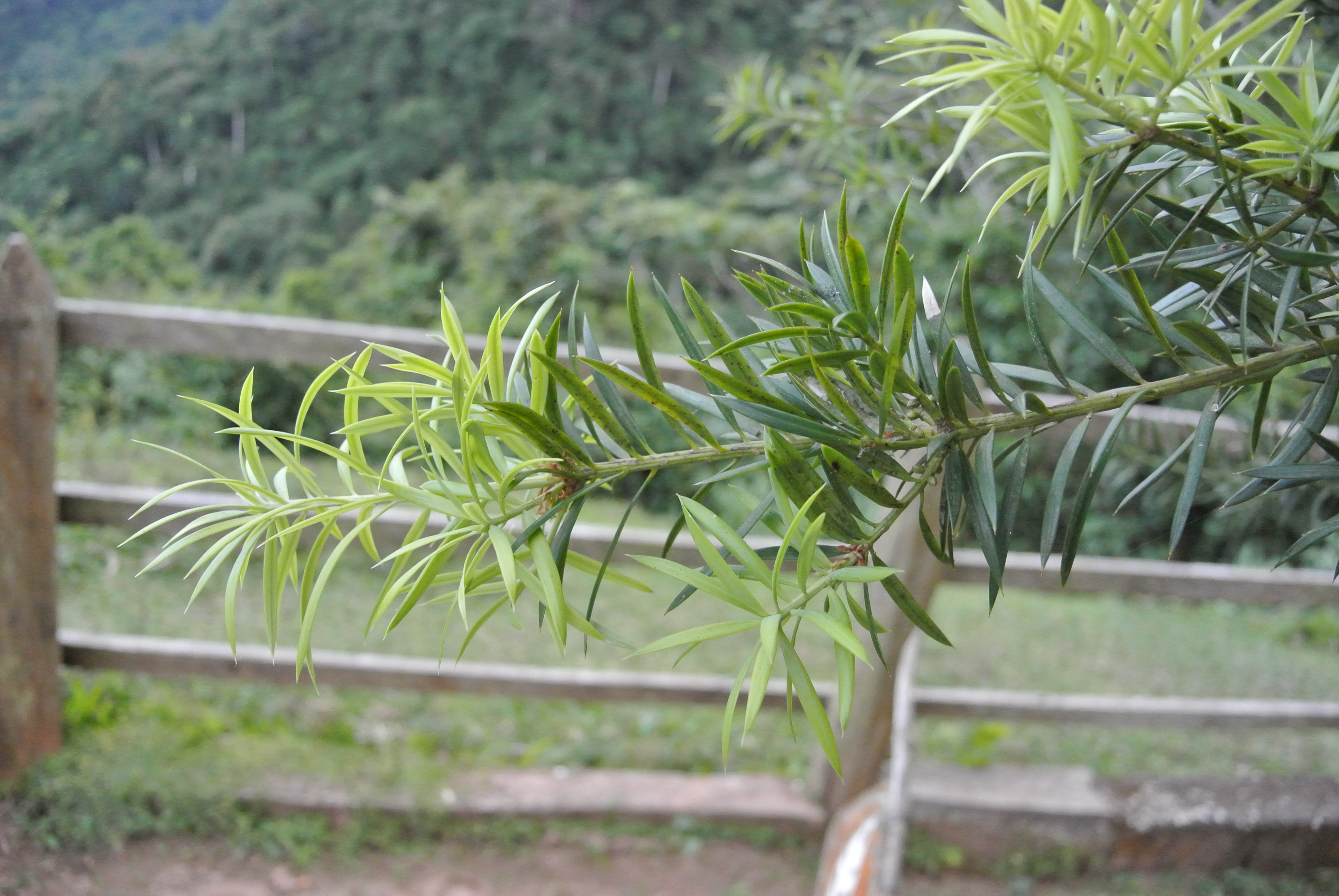
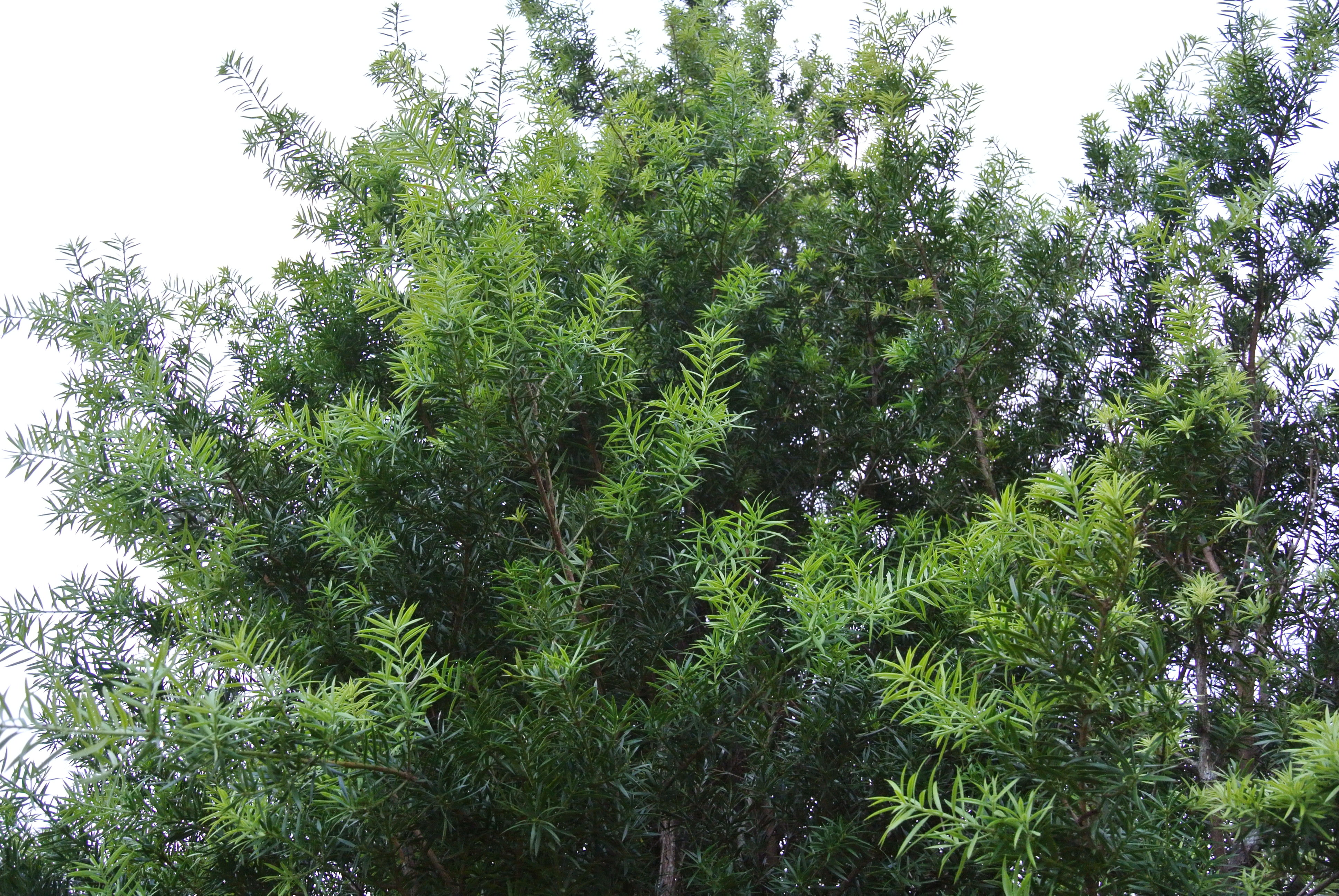